# エピスルフィド

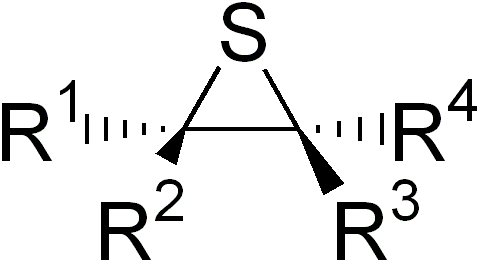
エピスルフィドの一般構造式

エピスルフィド (episulfide) とは、有機硫黄化合物のうち、炭素2個と硫黄1個からなる飽和複素3員環を持つ化合物群のこと。 エポキシドの酸素やアジリジンの窒素が硫黄に置き換わったものである。親化合物はエチレンスルフィド（一般構造式中、全ての R が H のもの）。エチレンスルフィドのIUPAC系統名であるチイラン (thiirane) を、エピスルフィド類の呼称として用いることがある。

## 合成
エピスルフィドを得るために、対応するエポキシドにチオシアン酸カリウムやローソン試薬を作用させて酸素を硫黄に置き換える手法が用いられる。α位に脱離基を持つチオールの分子内求核置換反応、あるいはアルケンと単体硫黄の反応によっても得られる。